# Ingrid Herr

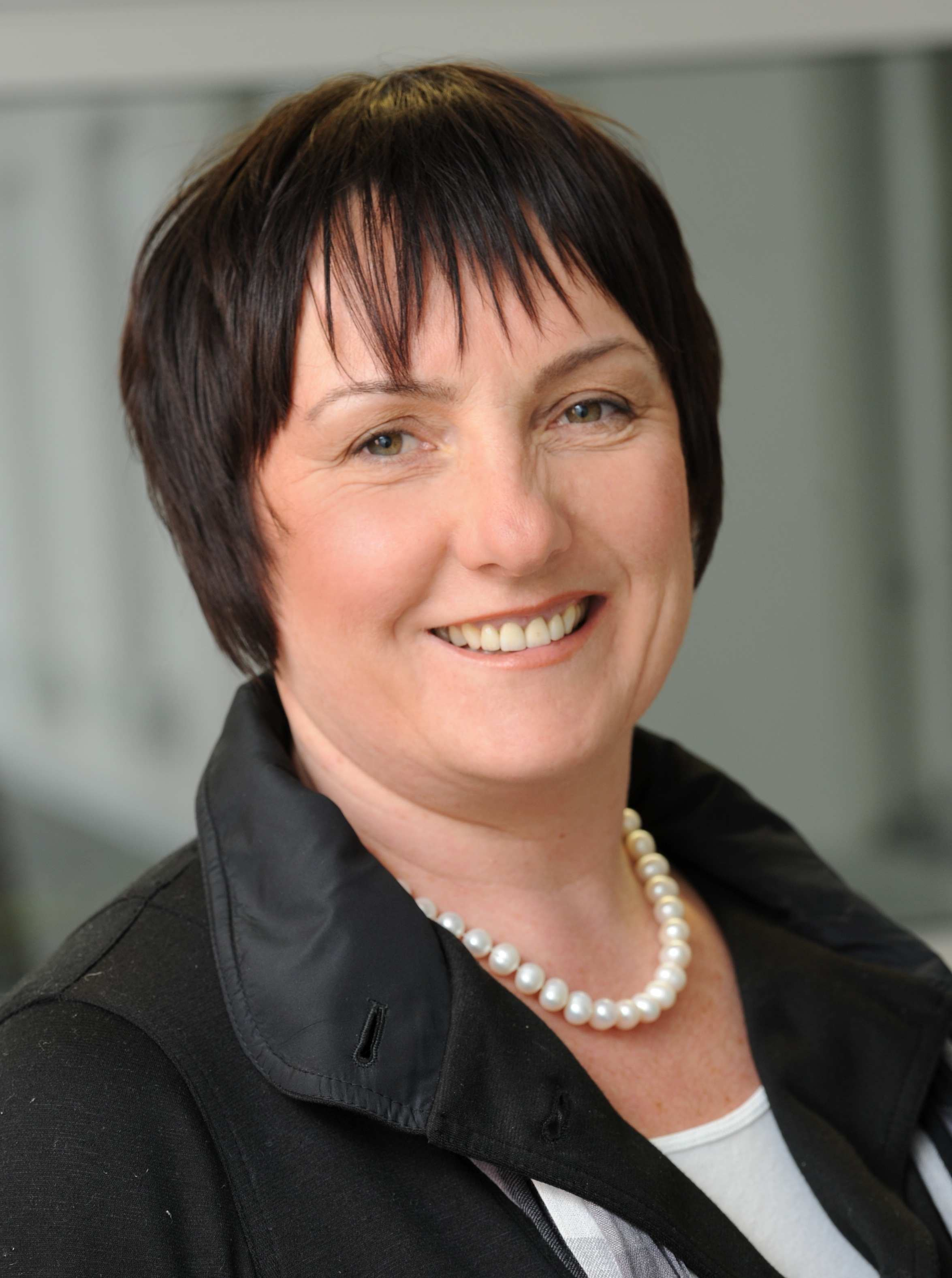
Ingrid Herr (2011)

Ingrid Herr (* 1962 in Bretten) ist eine deutsche Professorin, Biologin und Wissenschaftlerin im Bereich der Krebsforschung. Ihre wissenschaftlichen Forschungsthemen erstrecken sich insbesondere auf Therapieresistenzmechanismen von Tumorstammzellen. Von 2005 bis 2012 war sie Professorin an der Universität Ulm und gab dort bis 2011 ein „Biochemiepraktikum zum Aminosäurestoffwechsel“. Seit ihrer Umhabilitation 2012 lehrt sie an der Medizinischen Fakultät in Heidelberg und hält dort unter anderem Praktika und Seminare zum Thema „Tumorstammzellen des Pankreaskarzinoms“ und „Tierversuchsersatzmodell des Pankreaskarzinoms“ ab.

## Leben
Ingrid Herr besuchte zunächst von 1969 bis 1982 die Grundschule und das Gymnasium, absolvierte nach dem Abitur ein Freiwilliges Soziales Jahr und von 1983 bis 1984 eine Ausbildung zur kaufmännischen Angestellten in Bretten. Danach studierte sie von 1984 bis 1990 Biologie an der Universität Ulm und schloss das Studium mit dem Diplom ab. Thema ihrer Diplomarbeit war die „Expression von p53 in einem Kaninchen Retikulozyten- und einem Bacculovirus-System.“ Während dieser Zeit betätigte sie sich als studentische Hilfskraft im Bereich des Biochemiepraktikums für Medizinstudenten und betreute die Versuchsreihen zum Thema „Glycogen in der Rattenleber.“ Anschließend begab sie sich an die Universität Karlsruhe, um 1991 am dortigen Forschungszentrum, am Institut für Genetik und Toxikologie, mit ihrer Doktorarbeit zu beginnen. Themenschwerpunkte waren die Untersuchungen zur Transkriptionskontrolle des Protoonkogens c-jun. 1995 promovierte sie auf diesem Gebiet.
Im Rahmen ihrer Forschungstätigkeit erhielt sie 2005 eine außerplanmäßige Professur an der Universität Ulm, 2007 erhielt sie einen Ruf auf eine Professur für Adulte Stammzellen an der Medizinischen Fakultät der Universität Göttingen und 2012 habilitierte sie um an die Medizinische Fakultät der Ruprecht-Karls-Universität Heidelberg.

## Wissenschaftliche Arbeit
Von 1995 an arbeitete Herr als Postdoktorandin am Deutschen Krebsforschungszentrum auf dem Gebiet der molekularen Onkologie und Pädiatrie. Dort arbeitete sie eng mit Klaus-Michael Debatin und Peter Krammer zusammen in der Erforschung der Zusammenhänge von Apoptosemechanismen und der Chemotherapieresistenz pädiatrischer Tumorerkrankungen. Herr verfasste dazu mehrere Schriften, die unter anderem in den Zeitschriften Nature Medicine, The EMBO Journal und Blood erschienen.
Ingrid Herr ist seit dem 1. Juli 2006 Leiterin der Klinischen Kooperationsgruppe „Molekulare OnkoChirurgie“ an der Chirurgischen Universitätsklinik Heidelberg und am Deutschen Krebsforschungszentrum. Seit November 2014 hat sie die Leitung der Sektion „Chirurgische Forschung“ an der Chirurgischen Universitätsklinik Heidelberg übernommen. Im Rahmen ihrer chirurgischen Forschung publizierte sie in international renommierten Fachzeitschriften wie Lancet Oncology, Hepatology, Gut, Cancer Research, Clinical Cancer Research oder Journal of the National Cancer Institute. Sie erhielt im Jahr 2012 den mit 10.000 Euro dotierten Sebastian-Kneipp-Preis der Kneippstiftung für ihre umfassenden Forschungsarbeiten über den Einfluss von Nahrungsstoffen, wie sie beispielsweise im Brokkoli vorkommen, auf Krebserkrankungen. Die aktuellen Forschungsarbeiten beschäftigen sich mit bioaktiven Inhaltsstoffen aus Obst und Gemüse und deren Regulationsmechanismen, die das Wachstum des Bauchspeicheldrüsenkrebs hemmen.

## Auszeichnungen
- 1997: Franziska-Kolb-Preis – Preis für Leukämieforschung
- 2007: Auszeichnung für die Beste Wissenschaftliche Arbeit des Europäischen Pankreasclub.
- 2012: Sebastian-Kneipp-Preis der Sebastian-Kneipp-Stiftung, Bad Wörishofen.

## Schriften (Auswahl)
- Mechanismen der Transkriptionskontrolle des Proto-Onkogens c-jun. (= Dissertation). Forschungszentrum Karlsruhe GmbH, Karlsruhe 1995, DNB 943865239.
- mit Claudia Friesen et al.: Involvement of the CD95 (APO-1/Fas) receptor/ligand system in drug-induced apoptosis of leukemia cells. In: Nature Medicine. Nr. 2, 1996, S. 574–577.
- Zellulärer Stress und die Induktion von Apoptose. (= Habilitationsschrift). Universität Ulm, Ulm 2000, DNB 962295434.
- mit weiteren Autoren: Glucocorticoid co-treatment induces apoptosis resistance towards cancer therapy in carcinomas. In: Cancer Research. Nr. 63, 2003, S. 3112–3120.
- mit J. Pfitzenmaier: Glucocorticoid use in prostate cancer and other solid tumours: implications for effectiveness of cytotoxic treatment and metastases. In: Lancet Oncol. Nr. 7, 2006, S. 425–426.
- mit P. Schemmer, M.W. Büchler: On the TRAIL to therapeutic intervention in liver disease. In: Hepatology. Nr. 46, 2007, S. 266–274.
- mit G. Kallifatidis, V. Rausch, B. Baumann, A. Apel et al.: Sulforaphane targets pancreatic tumor-initiating cells by NF-κB-induced anti-apoptotic signaling. In: GUT. Nr. 58, 2009, S. 949–963.
- mit V. Rausch, B. Baumann et al.: Synergistic activity of sorafenib and sulforaphane abolishes pancreatic cancer stem cell characteristics. In: Cancer Research. Nr. 70, 2010, S. 5004–5013.
- mit Klaus-Michael Debatin: Cellular stress response and apoptosis in cancer therapy. In: Blood. Nr. 98, 2011, S. 2603–2614.
- mit weiteren Autoren: New gene-immunotherapy combining TRAIL-lymphocytes and EpCAMxCD3 bispecific antibody for tumor targeting. In: Clin Cancer Research. Nr. 18, 2012, S. 1028–1038.
- mit G.Moldenhauer, A. Salnikov, S. Lüttgai, J. Anderl, H. Faulstich: Therapeutic potential of amanitin-conjugated anti-epithelial cell adhesion molecule antibody against pancreatic carcinoma. In: Journal of the National Cancer Institute. Nr. 104, 2012, S. 622–634.
- mit, V. Rausch, M.W. Büchler: Senfölbombe der Kreuzblütler – pflanzlicher Verteidigungsmechanismus mit therapeutischer Wirkung. In: Deutsche Zeitschrift Onkologie. Nr. 45, 2013, S. 4–13.